# Neon Future I
Neon Future I – drugi album studyjny amerykańskiego producenta muzycznego Steve'a Aokiego, wydany 30 września 2014 roku. "Klubowa" edycja albumu została wydana 10 listopada 2014, a część druga Neon Future II - w roku 2015.

## Lista utworów
1. "Transcendence" (feat. Ray Kurzweil) - 2:03
2. "Neon Future" (feat. Luke Steele) - 6:17
3. "Back to Earth" (feat. Fall Out Boy) - 4:03
4. "Born to Get Wild" (feat. will.i.am) - 4:45
5. "Rage the Night Away" (feat. Waka Flocka Flame) - 4:45
6. "Delirious (Boneless)" (Steve Aoki, Chris Lake & Tujamo feat. Kid Ink) - 3:43
7. "Free the Madness" (feat. Machine Gun Kelly) - 4:19
8. "Afroki" (Steve Aoki & Afrojack feat. Bonnie McKee) - 4:17
9. "Get Me Outta Here" (feat. Flux Pavilion) - 5:15
10. "Beyond Boundaries" (feat. Aubrey de Grey) - 1:26